# 桑原克典
桑原 克典（くわばら かつのり、1969年（昭和44年）4月4日 - ）は、日本のプロゴルファー。愛知県出身。愛知学院大学卒。身長 172 cm 体重 71 kg 血液型 A型。ミズノ所属
大学時代には全日本学生王座決定戦 全日本パブリック選手権で優勝を飾り、1992年にプロ転向。1995年アコムP.T.（ポイントターニー）でプロ初勝利、1998年の日本プロゴルフマッチプレー選手権でツアー通算2勝目。2005年にシード権を失っていたが、2008年はマンシングウェアオープン KSBカップで2位タイ（賞金720万円）に入るなど序盤で賞金を稼ぎ、18,656,931円を獲得して賞金ランキング58位、3年ぶりのシード権（賞金ランキング70位まで）奪回に成功している。
2009年は22試合に出場、ランキング69位となりシード権を保持したが、2010年はランキング84位でシード権を失う。しかし、その年のQT（クオリファイトーナメント）をトップで通過し、2011年ツアーの出場権を獲得した。

## 主な優勝
- 1992年 - 後楽園カップ（後援競技）
- 1995年 - アコムP.T.（ポイントターニー）
- 1997年 - 岐阜オープンクラシック（後援競技）
- 1998年 - 日本プロゴルフマッチプレー選手権
- 1998年 - 岐阜オープンクラシック（後援競技）
- 2003年 - 岐阜オープンクラシック（後援競技）
- 2007年 - 岐阜オープンクラシック（後援競技）